# Campeonato Mundial de Piragüismo en Maratón de 2011
El XIX Campeonato Mundial de Piragüismo en Maratón se celebró en Singapur entre el 21 y el 23 de octubre de 2011 bajo la organización de la Federación Internacional de Piragüismo (ICF).

## Resultados

### Masculino
| Evento | Oro                                                       | Plata                                             | Bronce                                                   |
| ------ | --------------------------------------------------------- | ------------------------------------------------- | -------------------------------------------------------- |
| C1     | Matthias Ebhardt · Alemania · 2:13:12                     | Manuel Antonio Campos · España · 2:16:03          | David Mosquera · España · 2:16:06                        |
| C2     | Márton Kövér · Attila Györe · Hungría · 2:01:57           | Eduard Shemetylo · Olek Shpak · Ucrania · 2:02:37 | Mateusz Kamiński · Bartosz Pławski · Polonia · 2:05:11   |
| K1     | Hank Mc Gregor Sudáfrica 2:16:11                          | Petr Jambor · República Checa · 2:16:12           | Mate Petrovics · Hungría · 2:16:13                       |
| K2     | Walter Bouzán · Álvaro Fernández Fiuza · España · 2:05:46 | Romain Marcaud Edwin Lucas Francia 2:06:04        | Michael Odvarko · Jakub Adam · República Checa · 2:06:08 |

### Femenino
| Evento | Oro                                               | Plata                                                 | Bronce                                                |
| ------ | ------------------------------------------------- | ----------------------------------------------------- | ----------------------------------------------------- |
| K1     | Renáta Csay · Hungría · 2:05:55                   | Anna Alberti · Italia · 2:07:36                       | Anna Adamová · República Checa · 2:08:36              |
| K2     | Renáta Csay · Ramona Farkasdi · Hungría · 2:00:24 | Krisztina Bedocs · Alexandra Bara · Hungría · 2:00:31 | María Pérez Piñeiro · Naiara Gómez · España · 2:00:32 |

## Medallero
| Núm. | País            | Oro | Plata | Bronce | Total |
| ---- | --------------- | --- | ----- | ------ | ----- |
| 1    | Hungría         | 3   | 1     | 1      | 5     |
| 2    | España          | 1   | 1     | 2      | 4     |
| 3    | Alemania        | 1   | 0     | 0      | 1     |
| 3    | Sudáfrica       | 1   | 0     | 0      | 1     |
| 5    | República Checa | 0   | 1     | 2      | 3     |
| 6    | Francia         | 0   | 1     | 0      | 1     |
| 6    | Italia          | 0   | 1     | 0      | 1     |
| 6    | Ucrania         | 0   | 1     | 0      | 1     |
| 9    | Polonia         | 0   | 0     | 1      | 1     |
|      | TOTAL           | 6   | 6     | 6      | 18    |